# Mattel
Mattel Inc (NASDAQ: MAT) — американская компания, производитель игрушек, масштабных моделей техники, выпускающий куклу Барби, Monster High, Ever After High. Штаб-квартира — в Эль Сегундо, штат Калифорния (El Segundo, побережье залива Санта-Моника).
Компания основана в 1945 году.
Председатель совета директоров — Кристофер Синклер. Основателями компании являются Рут Хэндлер, Эллиот Хэндлер и Мэтсон Гарольд

## Деятельность
В начале 1980-х годов компания выпускала игровые приставки.
Mattel производит куклы Барби, Monster High, Ever After High, игрушки для малышей Fisher-Price, игрушечные автомобили под марками Hot Wheels и Matchbox, игрушки и книжки под брендом American Girl и (по лицензии) детские товары под марками Sesame Street, Barney, Ferrari.
Численность персонала — 26 тыс. человек (2005 год). Продажи компании в 2008 году составили 5,92 млрд долларов, чистая прибыль — 379,6 млн долларов. Куклы Барби обеспечивают треть продаж корпорации.
В июне 2019 года в продаже появились Барби с протезами и на инвалидной коляске. Для их создания бренд объединился с врачами и инженерами из лос-анджелесского госпиталя UCLA Mattel, специализирующихся на производстве механизмов для людей с особенностями здоровья.

## Продукция
- Matchbox[англ.]
- Барби
- Слайм
- Магический шар «Восьмёрка»
- Экшен-фигурки по персонажам WWE[3]
- Monster High
- Hot Wheels
- HyperScan (2006—2007)
- Бластеры BOOMco
- Polly Pocket

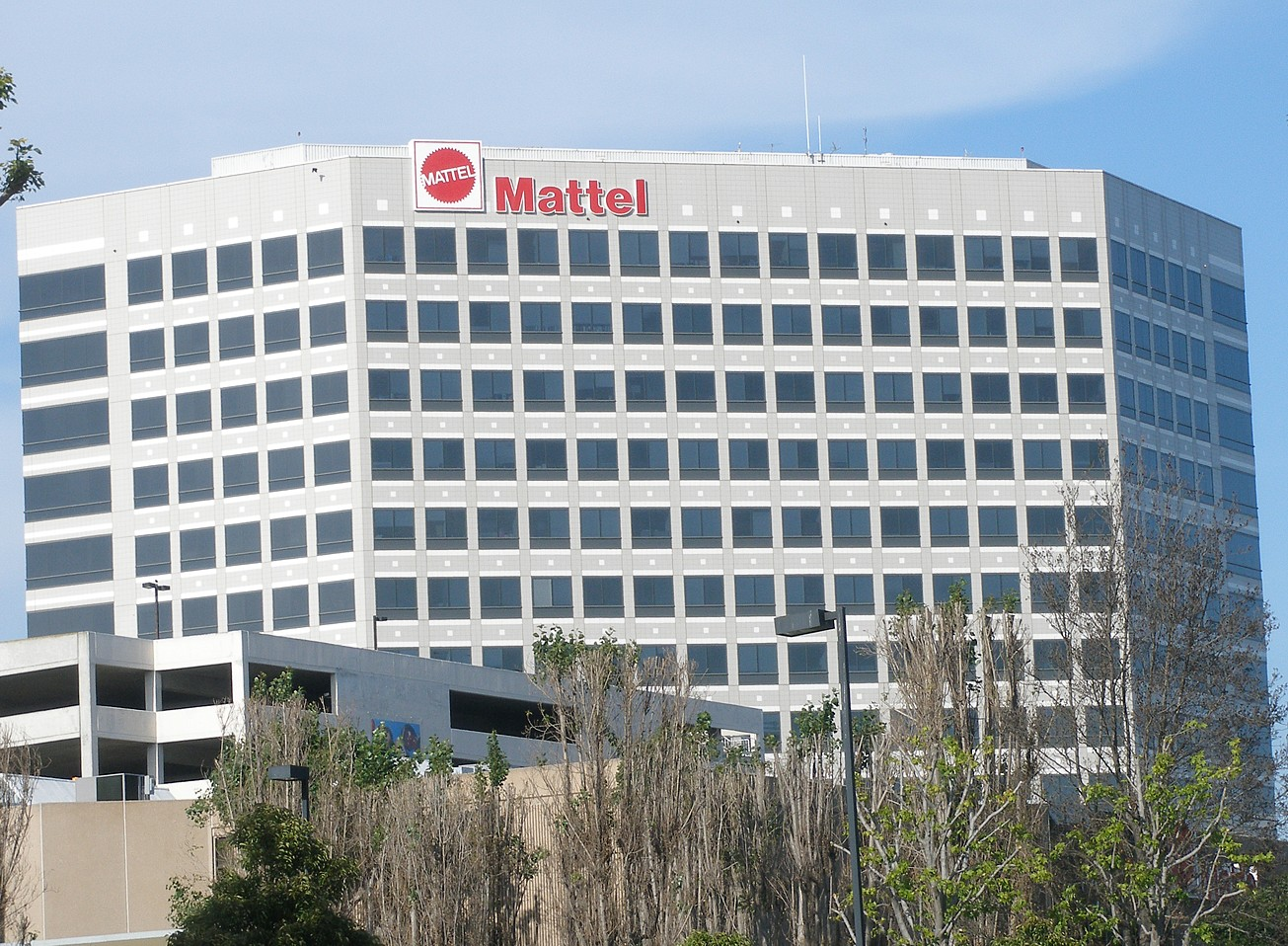
Штаб-квартира Mattel в Эль-Сегундо

- Fisher-Price (паровозики Thomas & Friends)
- Ever After High
- UNO

## Критика
В 1980 году компании пришлось защищаться от обвинений в том, что черты лица чернокожих кукол чересчур европейские. Чересчур «расистской» оказалась и попытка сотрудничества Mattel с компанией Nabisco — производителем печенья Oreo. Многие обратили внимание на рекламный слоган Oreo: «Чёрный снаружи, белый внутри», что возмутило сообщество афроамериканцев, и выпуск куклы пришлось прекратить.
Mattel регулярно критиковали за гендерно-ориентированные и сексистские игрушки, которые усиливали стереотипы о недалёкости женщин. Например, когда в 1992 году куклы впервые научились произносить слова, первые фразы были: «Математика — это сложно» и «Пойдём по магазинам».
В 2011 году Mattel подверглась критике со стороны природоохранной организации «Гринпис» за использование картона, произведённого в Индонезии.
Компания Mattel неоднократно подвергалась критике за неестественные пропорции женского тела и подчеркивание крайней худобы. В 2009 году была выпущена «юбилейная» Барби в честь 50-летия компании, и она оказалась даже более дистрофичной, чем традиционные куклы.

## Судебные иски
В августе 2011 года суд Лос-Анджелеса признал Mattel виновной в промышленном шпионаже и обязал выплатить компании MGA, конкуренту в производстве детских кукол, 309 млн долларов.